# Blonde (película de 2022)

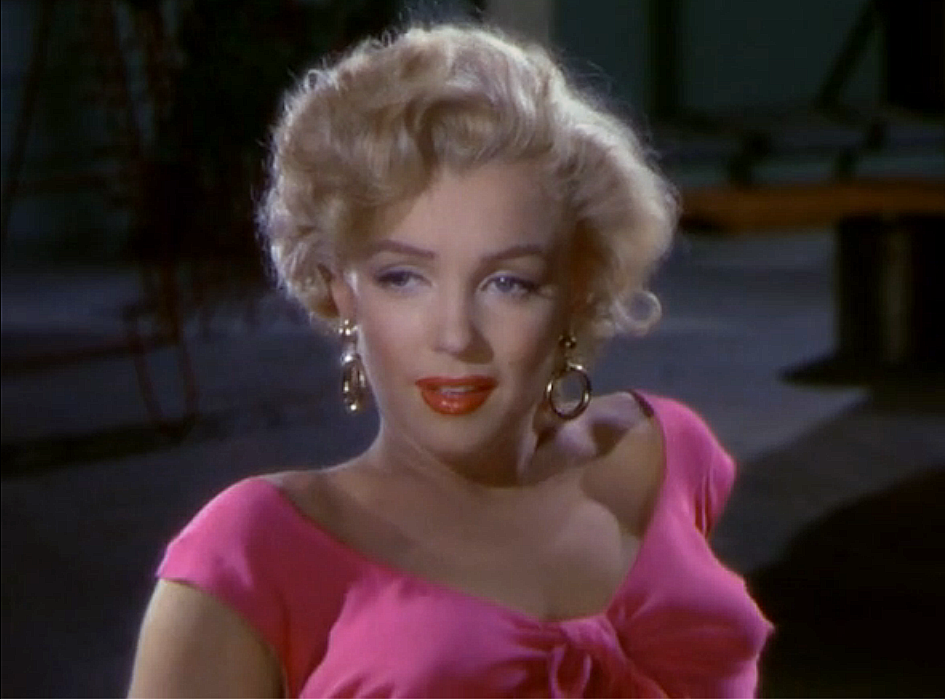
Marilyn Monroe,

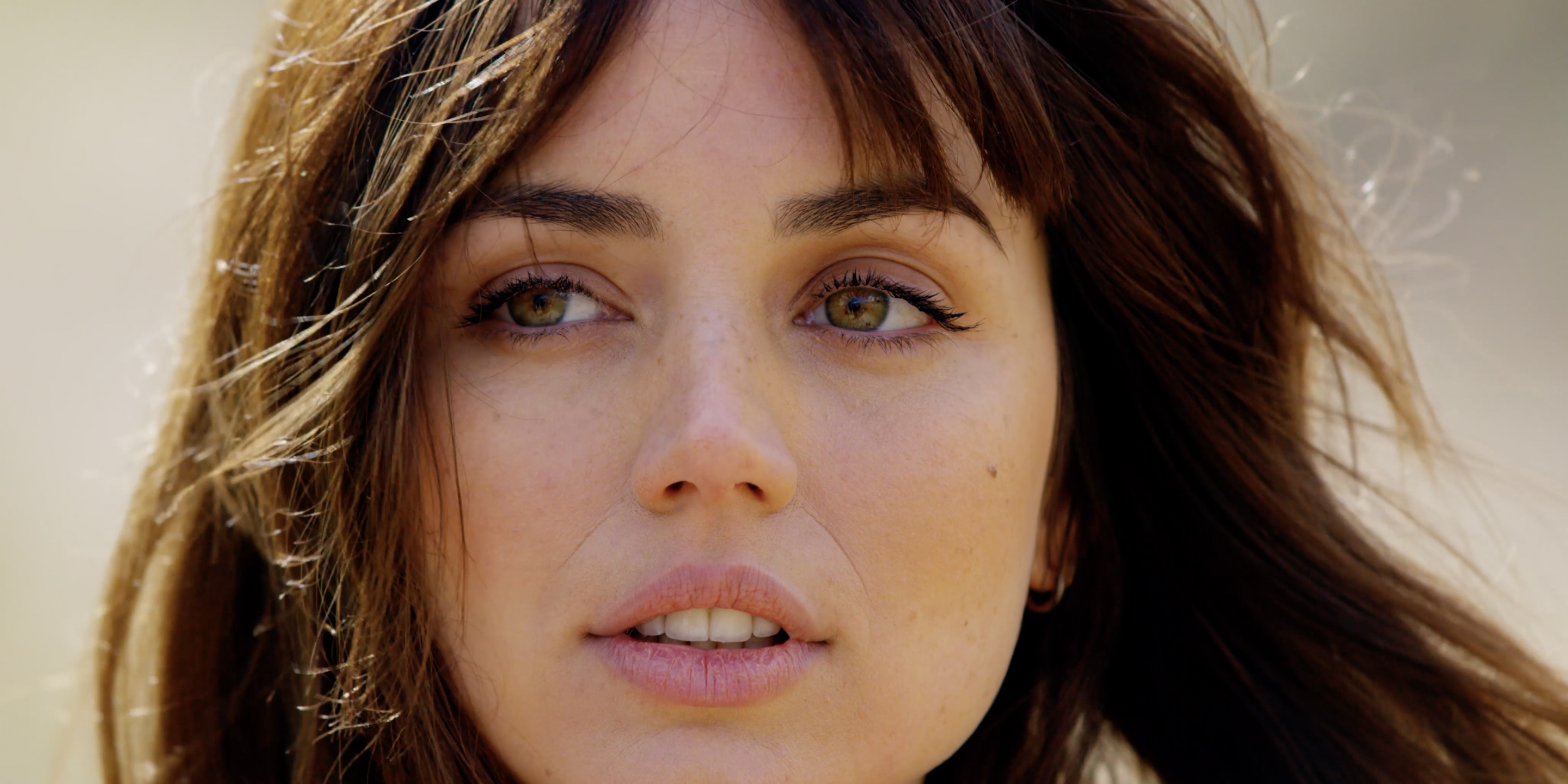
Ana de Armas

Blonde (en Hispanoamérica: Rubia) es una película biográfica estadounidense escrita y dirigida por Andrew Dominik. Adaptada de la novela Blonde (2000) de Joyce Carol Oates, la película es una versión semi-ficticia de la vida de la actriz Marilyn Monroe, interpretada por Ana de Armas. Adrien Brody, Bobby Cannavale y Julianne Nicholson aparecen en papeles secundarios.
Junto con las relaciones de aspecto cambiantes, la mayor parte de la película se presenta en blanco y negro. Dede Gardner, Jeremy Kleiner, Tracey Landon, Brad Pitt y Scott Robertson produjeron la película que, después de un largo período de desarrollo que comenzó en 2010, entró en producción en agosto de 2019 en Los Ángeles. La producción terminó en julio de 2021, en medio de la pandemia de COVID-19 en 2020. La película también obtuvo controversia y notoriedad por su reparto principal, contenido sexual gráfico y estatus como la primera película con clasificación NC-17 que se estrena a través de un servicio de streaming.
Blonde se estrenó en el 79.° Festival Internacional de Cine de Venecia el 8 de septiembre de 2022 y comenzó un estreno en cines limitado en los Estados Unidos el 16 de septiembre de 2022, antes de su lanzamiento en streaming el 28 de septiembre por Netflix. La película recibió reseñas muy polarizadas tanto de la crítica como del público; mientras que la actuación de Ana de Armas obtuvo elogios generales, la descripción gráfica de Dominik de la vida de Monroe fue criticada como extrema y poco ética.

## Premisa
Tras una infancia traumática Norma Jeane Mortenson se convierte en actriz en el Hollywood de los años 50 y principios de los 60. Se vuelve mundialmente famosa con el nombre artístico de «Marilyn Monroe», pero sus apariciones en la pantalla contrastan con los problemas amorosos, la explotación, el abuso de poder y la adicción a las drogas que enfrenta en su vida privada.
En la década de 1940, Norma Jeane aparece en portadas de revistas y calendarios, con el nombre de Marilyn Monroe, mientras intenta ingresar a la industria de la actuación, la audición sale mal después de que ella se derrumba y se va llorando, pero impresiona al director de casting lo suficiente como para darle el papel. Norma Jeane consigue su papel principal en 1953 con Niagara.
Norma Jeane conoce a Joe DiMaggio, un atleta retirado que simpatiza con ella cuando expresa su deseo de dejar Hollywood y convertirse en una actriz más seria en la ciudad de Nueva York. Mientras filma Los caballeros las prefieren rubias, se encuentra a Joe, quien le pide casarse con ella. El matrimonio de Norma Jeane y Joe se complica mientras ella hace el famoso truco publicitario con el vestido blanco y se divorcian.
En 1956, Norma Jeane se casa nuevamente con el renombrado dramaturgo Arthur Miller. En 1962, ella se volvió dependiente de las drogas y el alcohol. Los agentes del Servicio Secreto recogen a Norma Jeane ebria y la llevan a un hotel para encontrarse con el presidente John F. Kennedy, quien la obliga a hacerle una felación antes de violarla, y luego se la llevan después de que ella vomita en su cama. Ya aturdida y drogada con pastillas, sufre una sobredosis de barbitúricos y muere en su cama.

## Reparto
- Ana de Armas como: Norma Jeane Mortenson / Marilyn Monroe
  - Lily Fisher como: pequeña Norma Jeane Mortensen
- Adrien Brody como: Arthur Miller
- Bobby Cannavale es Joe DiMaggio
- Julianne Nicholson como: Gladys Pearl Baker
- Caspar Phillipson como: el presidente de los Estados Unidos, John F. Kennedy
- Toby Huss como: Allan "Whitey" Snyder
- Sara Paxton como: Miss Flynn
- David Warshofsky como: Darryl F. Zanuck
- Evan Williams como:  Edward G. Robinson Jr.
- Xavier Samuel como: Charles Chaplin Jr.
- Garret Dillahunt
- Scoot McNairy
- Lucy DeVito
- Michael Masin como: Tony Curtis
- Spencer Garrett como: President's Pimp
- Chris Lemmon
- Rebecca Wisocky como: Yvet
- Ned Bellamy como: Doc Fell
- Dan Butler

## Producción

### Desarrollo
Andrew Dominik, quien se desempeñó como director y guionista de la película, había comenzado a desarrollar el proyecto ya en 2010, y que es una adaptación de la novela Blonde (2000), de Joyce Carol Oates. Dominik habló sobre su fascinación por Marilyn Monroe y afirmó: «¿Por qué Marilyn Monroe es el gran ícono femenino del siglo XX? Para los hombres, es un objeto de deseo sexual que necesita rescate desesperadamente. Para las mujeres, ella encarna todas las injusticias visitadas. sobre lo femenino, una hermana, una Cenicienta, consignada a vivir entre las cenizas [...] Quiero contar la historia de Norma Jean como figura central de un cuento de hadas, una niña huérfana perdida en los bosques de Hollywood, siendo consumida por ese gran ícono del siglo XX». Dominik describió la película como «más accesible» que sus proyectos anteriores, y reveló que su guion contenía «muy poco diálogo», ya que prefirió que fuera más «avalancha de imágenes y eventos». Además, Dominik declaró:

La historia cuenta de cómo un trauma infantil da forma a un adulto que se divide entre un yo público y uno privado. Es básicamente la historia de cada ser humano, pero está usando un cierto sentido de asociación que tenemos con algo muy familiar, solo a través de la exposición en los medios. Toma todas esas cosas y les da la vuelta a sus significados, de acuerdo con cómo se siente, que es básicamente cómo vivimos. Así es como todos operamos en el mundo. Simplemente me parece ser muy resonante. Creo que el proyecto tiene muchas posibilidades realmente emocionantes, en términos de lo que se puede hacer cinematográficamente.
Andrew Dominik

Para Dominik, Blonde fue su primer intento de desarrollar una película con una mujer siendo el centro de la historia. Durante una proyección retrospectiva de su western nominado al Oscar El asesinato de Jesse James (2007), Dominik declaró: «Es algo diferente para mí hacerlo [...] el personaje principal es una mujer. Mis películas son bastante desprovista de mujeres y ahora me estoy imaginando lo que es ser una».

## Estreno
En agosto de 2016, se anunció que Netflix distribuiría la película. En junio de 2021, Thierry Frémaux reveló que había invitado a Blonde a estrenarse en el Festival de Cine de Cannes, aunque Netflix se negó, ya que solo se puede proyectar fuera de competición. En una entrevista de 2022, Dominik afirmó que la película conservará una clasificación NC-17 y esperaba que se estrenara en el Festival de Cine de Cannes de ese año, además de evaluar la actuación de De Armas. Si bien la película finalmente no fue seleccionada para su estreno en el Festival Internacional de Cine de Cannes de 2022, Dominik luego expresó su esperanza de que sería seleccionado para estrenarse en el Festival de Cine de Venecia de 2022.

## Recepción

### Crítica
Blonde recibió reseñas generalmente mixtas de parte de la crítica y de la audiencia. En el sitio web especializado Rotten Tomatoes, la película posee una aprobación de 42%, basada en 318 reseñas, con una calificación de 5.5/10 y con un consenso crítico que dice: "La actuación luminosa de Ana de Armas hace que sea difícil mirar hacia otro lado, pero Blonde puede ser difícil de ver, ya que se tambalea entre comentar sobre la explotación y contribuir a ella." De parte de la audiencia tiene una aprobación de 34%, basada en más de 2500 votos, con una calificación de 2.3/5.
El sitio web Metacritic le dio a la película una puntuación de 50 de 100, basada en 57 reseñas, indicando "reseñas generalmente favorables". En el sitio IMDb los usuarios le asignaron una calificación de 5.5/10, sobre la base de más de 69 000 votos. En la página web FilmAffinity la cinta tiene una calificación de 5.6/10, basada en 10 014 votos.
Joyce Carol Oates, la autora del libro en el que se basa la película, vio una versión preliminar de la película y declaró públicamente: «He visto la versión preliminar de la adaptación  [sic] de Andrew Dominick y es sorprendente, brillante, muy inquietante y, quizás lo más sorprendente, es una interpretación absolutamente 'feminista'... No estoy segura de que ningún director masculino haya logrado algo [como] esto». La actriz Jamie Lee Curtis, que coprotagonizó junto a de Armas en Knives Out, y cuyo padre, el actor Tony Curtis, coprotagonizó junto a Monroe en Some Like it Hot y aparece en la película, se mostró impresionada con la actuación de De Armas: «Me tiré al piso. No lo podía creer. Ana se había ido por completo: era Marilyn!»[cita requerida]. El crítico Michael Clark elogió a de Armas, quien debió usar lentillas azules y bregar con su acento extranjero.
Dentro de las críticas recibidas, Blonde es la película más nominada a los premios Razzies del 2023. Cuenta con 8 nominaciones: a peor película, peor Remake, adaptación o secuela, peor actor de reparto, peor director, peor guion, peor pareja. Los encargados de anunciar la lista citan entre los motivos de las nominaciones : "Explora la explotación de Marilyn Monroe... para continuar explotándola póstumamente". Además, los organizadores inciden en la mala capitanía de la producción por parte de Andrew Dominik, nominado por peor guion y peor pareja junto a "sus problemas con las mujeres": "La película dice más sobre él que sobre el tema"

### Premios y nominaciones
| Premio                                    | Fecha de la ceremonia    | Categoría               | Nominados                                                                        | Resultado | Ref.   |
| ----------------------------------------- | ------------------------ | ----------------------- | -------------------------------------------------------------------------------- | --------- | ------ |
| Festival Internacional de Cine de Venecia | 10 de septiembre de 2022 | León de Oro             | Andrew Dominik                                                                   | Nominado  | [ 20 ] |
| Asociación de Críticos de Cine de Chicago | 14 de diciembre de 2022  | Mejor actriz            | Ana de Armas                                                                     | Nominada  | [ 21 ] |
| Premios Globo de Oro                      | 10 de enero de 2023      | Mejor actriz - Drama    | Ana de Armas                                                                     | Nominado  | [ 22 ] |
| London Film Critics' Circle               | 5 de febrero de 2023     | Mejor actriz            | Ana de Armas                                                                     | Pendiente | [ 23 ] |
| London Film Critics' Circle               | 5 de febrero de 2023     | Premio al logro técnico | Leslie Shatz                                                                     | Pendiente | [ 23 ] |
| Premios BAFTA                             | 19 de febrero de 2023    | Mejor actriz            | Ana de Armas                                                                     | Pendiente |        |
| Premios AACTA                             | 24 de febrero de 2023    | Mejor actriz            | Ana de Armas                                                                     | Pendiente | [ 24 ] |
| Premios del Sindicato de Actores          | 26 de febrero de 2023    | Mejor actriz            | Ana de Armas                                                                     | Pendiente |        |
| Premios Golden Raspberry                  | 11 de marzo de 2023      | Peor película           | Dede Gardner, Jeremy Kleiner, y Brad Pitt                                        | Ganadora  | [ 25 ] |
| Premios Golden Raspberry                  | 11 de marzo de 2023      | Peor director           | Andrew Dominik                                                                   | Nominada  | [ 25 ] |
| Premios Golden Raspberry                  | 11 de marzo de 2023      | Peor actor de reparto   | Xavier Samuel                                                                    | Nominada  | [ 25 ] |
| Premios Golden Raspberry                  | 11 de marzo de 2023      | Peor actor de reparto   | Evan Williams                                                                    | Nominada  | [ 25 ] |
| Premios Golden Raspberry                  | 11 de marzo de 2023      | Peor guion              | Andrew Dominik; basado en la novela de Joyce Carol Oates                         | Ganador   | [ 25 ] |
| Premios Golden Raspberry                  | 11 de marzo de 2023      | Peor pareja             | Andrew Dominik y sus problemas con las mujeres                                   | Nominado  | [ 25 ] |
| Premios Golden Raspberry                  | 11 de marzo de 2023      | Peor pareja             | Ambos personajes de la vida real en su escena en la habitación en la Casa Blanca | Nominado  | [ 25 ] |
| Premios Golden Raspberry                  | 11 de marzo de 2023      | Peor remake o secuela   | Blonde                                                                           | Nominado  | [ 25 ] |
| Premios Oscar                             | 12 de marzo de 2023      | Mejor actriz            | Ana de Armas                                                                     | Nominada  | [ 26 ] |